# Alix Fils-Aimé
Alix Fils-Aimé (Cap-Haïtien, 1949/1950 – Port-au-Prince, 28 maggio 2019) è stato un politico haitiano.

## Biografia
Mentre lavorava come tecnico agrario, fu accusato di cospirazione sotto il regime di Jean-Claude Duvalier e arrestato il 26 aprile 1976. Fu poi imprigionato nella caserma Dessalines e poi a Fort Dimanche. Lasciò il paese il 25 settembre 1977 verso la Giamaica, che gli concesse asilo politico. Successivamente si è recato in Belize, Grenada, Nicaragua, e Libia.
Divenne poi deputato dal 1995 al 1999. Candidato indipendente, ha cercato un mandato come senatore durante le elezioni generali haitiane del 2000. Dal 2006 è stato a capo della Commissione nazionale per il disarmo, lo smantellamento e la reintegrazione sotto René Préval.
Ha testimoniato nel 2011 durante il processo Duvalier, affermando che durante la sua detenzione alcuni compagni di prigionia sono stati torturati, violentati e uccisi. Morì il 28 maggio 2019 all'età di 69 anni a causa di un tumore al cervello.

## Vita privata
È padre di tre figli,  tra cui il politico Alix Didier Fils-Aimé, nato nel 1971, e nominato Primo Ministro dal Consiglio presidenziale di transizione nel 2024.